# Красногорський ВТТ
Красногорський ВТТ (рос. КРАСНОГОРСКИЙ ИТЛ, Красногорлаг) — виправно-трудовий табір, що діяв в структурі ГУЛАГ.
Організований 14.05.53 (перейменований з Будівництво 514 і ВТТ);

на 01.01.60 — діючий.

## Підпорядкування і дислокація
- ГУЛАГ МЮ з 14.05.53;
- ГУЛАГ МВС з 28.01.54;
- Главпромстрой з 03.02.55;
- ГУЛАГ МВС — не пізніше 01.08.55;
- МВС РРФСР — не пізніше 01.12.57.

Дислокація: м. Свердловськ

## Виконувані роботи
- обслуговування будівництва 514,
- будівництво ЛЕП - 220 Нижньо - Туринська ГРЕС — Серовська ГРЕС і Нижньо-Туринська ГРЕС — завод «Уралсредмаш»,
- будівництво заводу 1033 МСМ (воно ж Будівництво 594 МВС) з 24.11.54,
- житлове будівництво, гірничі роботи,
- обслуговування 3-х бетонних заводів, ремонтно - механічного заводу,
- виробництво збірних ЗБК, будівництво цегельного заводу, ДОКу і заводу шлакоблоків,
- лісозаготівлі.